# Reunión de Jefes de Gobierno de la Mancomunidad de Naciones
La Reunión de Jefes de Gobierno de la Mancomunidad de Naciones (conocida también por sus siglas en inglés: CHOGM, Commonwealth Heads of Government Meeting) es una cumbre de jefes de Gobierno de los países que pertenecen a la Mancomunidad de Naciones. La primera reunión se celebró en 1971 y desde entonces se han realizado cada dos años en un país miembro diferente. A estas reuniones suele asistir el monarca del Reino Unido  en su calidad de jefa de la Mancomunidad.

## Cronología
| Nr.   | Fecha                                   | Lugar                              | Jefe de Gobierno anfitrión   |
| ----- | --------------------------------------- | ---------------------------------- | ---------------------------- |
| I     | 14 – 22 de enero de 1971                | Singapur ( Singapur)               | P. M. Lee Kuan Yew           |
| II    | 2 – 10 de agosto de 1973                | Ottawa · ( Canadá)                 | P. M. Pierre Trudeau         |
| III   | 29 de abril – 6 de mayo de 1975         | Kingston ( Jamaica)                | P. M. Michael Manley         |
| IV    | 8 – 15 de junio de 1977                 | Londres ( Reino Unido)             | P. M. James Callaghan        |
| V     | 1 – 7 de agosto de 1979                 | Lusaka ( Zambia)                   | Presidente Kenneth Kaunda    |
| VI    | 30 de septiembre – 7 de octubre de 1981 | Melbourne ( Australia)             | P. M. Malcolm Fraser         |
| VII   | 23 – 29 de noviembre de 1983            | Goa ( India)                       | P. M. Indira Gandhi          |
| VIII  | 16 – 22 de octubre de 1985              | Nassau ( Bahamas)                  | P. M. Lynden Pindling        |
| IX    | 3 – 5 de agosto de 1986                 | Londres ( Reino Unido)             | P. M. Margaret Thatcher      |
| X     | 13 – 17 de octubre de 1987              | Vancouver · ( Canadá)              | P. M. Brian Mulroney         |
| XI    | 18 – 24 de octubre de 1989              | Kuala Lumpur ( Malasia)            | P. M. Mahathir Mohamad       |
| XII   | 16 – 21 de octubre de 1991              | Harare ( Zimbabue)                 | Presidente Robert Mugabe     |
| XIII  | 23 – 25 de octubre de 1993              | Limassol ( Chipre)                 | Presidente Giórgos Vasileíou |
| XIV   | 10 – 13 de noviembre de 1995            | Auckland ( Nueva Zelanda)          | P. M. Jim Bolger             |
| XV    | 24 – 27 de octubre de 1997              | Edimburgo ( Reino Unido)           | P. M. Tony Blair             |
| XVI   | 12 – 14 de noviembre de 1999            | Durban ( Sudáfrica)                | Presidente Thabo Mbeki       |
| XVII  | 2 – 5 de marzo de 2002                  | Coolum ( Australia)                | P. M. John Howard            |
| XVIII | 5 – 8 de diciembre de 2003              | Abuya ( Nigeria)                   | Presidente Olusegun Obasanjo |
| XIX   | 25 – 27 de noviembre de 2005            | La Valeta ( Malta)                 | P. M. Lawrence Gonzi         |
| XX    | 23 – 25 de noviembre de 2007            | Kampala ( Uganda)                  | Presidente Yoweri Museveni   |
| XXI   | 27 – 29 de noviembre de 2009            | Puerto España ( Trinidad y Tobago) | P. M. Patrick Manning        |
| XXII  | 28 – 30 de octubre de 2011              | Perth ( Australia)                 | P. M. Julia Gillard          |

- (P. M.) – Primer ministro